# Meunasah Beutong
Meunasah Beutong is een bestuurslaag in het regentschap Aceh Besar van de provincie Atjeh, Indonesië. Meunasah Beutong telt 605 inwoners (volkstelling 2010).